# Napa (stad)
Napa is de hoofdstad van Napa County in Californië. De eerste bewoners arriveerden rond 1830 en in 1872 kreeg Napa stadsrechten. Tijdens een census in 2000 telde de stad 72.585 inwoners.

## Demografie
Volgens de census uit 2000, had de stad 72.585 inwoners, 26.978 huishoudens en 17.940 families. De bevolkingsdichtheid was 1.583,3/km². De bevolkingsopbouw was 70,32% blanken, 0,52% zwarten, 0,91% indianen, 1,71% Aziaten, 0,16% Polynesiërs, 12,65% van andere bevolkingsgroepen en 3,73% van twee of meer. Mensen van Latijnse oorsprong maakten 26,83% uit van de bevolking.
Er waren 26,978 huishoudens. 32,9% daarvan hadden kinderen jonger dan 18 jaar. 50,7% waren getrouwde mensen. In 33,5% van de huishoudens waren de mensen geen familie van elkaar. 26,8% van de huishoudens bestond uit een alleenstaande inwoner. De gemiddelde grootte van een huishouden was 2,64 mensen. De gemiddelde leeftijd was 36. De verhouding man-vrouw 96,4/100
Het gemiddelde inkomen voor een huishouden was 49.154 dollar en het gemiddelde inkomen voor een familie was 58.788 dollar. Mannen hadden een gemiddeld inkomen van 41.046 dollar en vrouwen van 31.334 dollar. Het gemiddelde inkomen per persoon was 23.642 dollar. 8,9% van de bevolking leefde beneden de armoedegrens.

## Trivia
- De leersoort nappa is naar de stad vernoemd.
- De acteur Robert Redford woont in Napa.
- Op 31 december 2005 overstroomde de Napa River waardoor het hele centrum van de stad en vele duizenden hectares in Napa County onder water stonden. Meer dan 4.000 bewoners werden geëvacueerd en zo'n 1.000 huizen gingen verloren of liepen zware waterschade op.
- Napa onderhoudt een stedenband met Launceston in Australië.

## Plaatsen in de nabije omgeving
De onderstaande figuur toont nabijgelegen plaatsen in een straal van 24 km rond Napa.

## Geboren
- William Thompson (1908–1956), roeier
- David Dunlap (1910–1994), roeier
- Shirley Walker (1945–2006), componiste en dirigent van voornamelijk filmmuziek
- Kurt Caceres (1972), acteur
- Lucas Euser (1983), wielrenner